# یونکوواتس (توپولا)
یونکوواتس (به صربی: Junkovac) یک منطقهٔ مسکونی در صربستان است که در توپولا واقع شده‌است. یونکوواتس ۹۴۵ نفر جمعیت دارد.